# Comté de Cook (Géorgie)
Pour les articles homonymes, voir Comté de Cook.
Le comté de Cook est un comté de l'État de Géorgie, aux États-Unis.

## Démographie
| 1920   | 1930   | 1940   | 1950   | 1960   | 1970   |
| ------ | ------ | ------ | ------ | ------ | ------ |
| 11 180 | 11 311 | 11 919 | 12 201 | 11 822 | 12 129 |

| 1980   | 1990   | 2000   | 2010   | - | - |
| ------ | ------ | ------ | ------ | - | - |
| 13 490 | 13 456 | 15 771 | 17 212 | - | - |